# Resolución 57 del Consejo de Seguridad de las Naciones Unidas
La resolución 57 del Consejo de Seguridad de las Naciones Unidas fue adoptada por unanimidad el 18 de septiembre de 1948. Impactado por la muerte del conde Folke Bernadotte, el mediador de las Naciones Unidas en Palestina, el Consejo solicitó que el Secretario General mantuviese la bandera de las Naciones Unidas a media asta por tres días, lo autorizó para que el Working Capital Fund cubriese todos los gastos relacionados con la muerte brutal del mediador de las Naciones Unidas y que fuese representado en el entierro por el presidente de la persona que haya asignado para la ocasión.